# Mike O'Brien
Mike O'Brien (n. 23 octombrie 1965, Skokie⁠(d), Cook County, Illinois, SUA) este un înotător american, medaliat olimpic. A participat la o ediție a Jocurilor Olimpice (1984) în care a câștigat două medalii de aur.